# 弗拉西内托
弗拉西内托（意大利语：Frassinetto），是意大利北部皮埃蒙特大区都灵省的一个市镇。总面积24.7平方公里，总人口277，人口密度11.2人/平方公里（2010年12月31日）。